# Piotr Ludwiczak
Piotr Mateusz Ludwiczak, född 1 maj 1996, är en polsk simmare.

## Karriär
Vid sommaruniversiaden 2021 i Chengdu, som arrangerades 2023, var Ludwiczak en del av Polens kapplag som tog guld på 4×100 meter frisim. Vid EM 2024 i Belgrad slutade han på fjärde plats på 50 meter frisim och på 18:e plats på 50 meter ryggsim.
Ludwiczak tävlade för Polen vid olympiska sommarspelen 2024 i Paris, där han blev utslagen i försöksheatet på 50 meter frisim och slutade på totalt 35:e plats. Vid kortbane-VM 2024 i Budapest slutade Ludwiczak på 27:e plats på 50 meter frisim samt var en del av Polens kapplag som tog brons på 4×50 meter mixed frisim. Han erhöll ytterligare ett brons efter att ha simmat försöksheatet på 4×100 meter frisim där Polen sedermera tog medalj i finalen.